# Laura Rizzotto
Laura de Carvalho Rizzotto (łot. Laura di Karvaļu Rizoto; ur. 18 lipca 1994 w Rio de Janeiro) – łotewsko-brazylijska piosenkarka, gitarzystka, pianistka i autorka piosenek, reprezentantka kraju w 63. Konkursie Piosenki Eurowizji (2018).

## Życiorys

### Wczesne lata
Urodziła się w Rio de Janeiro. Jej ojciec ma podwójne, łotewskie ibrazylijskie obywatelstwo, a matka jest Brazylijką o portugalskich korzeniach, urodzoną w Lipawie i wychowaną w Rydze. W 2005 wraz z rodzicami i bratem Lucasem przeprowadziła się do Stanów Zjednoczonych i zamieszkała w Edinie w stanie Minnesota.
Po zakończeniu nauki w szkole średniej zaczęła uczęszczać do Berklee College of Music w Bostonie. W 2013 przeprowadziła się do Los Angeles, by rozpocząć studia w Kalifornijskim Instytucie Sztuki, który ukończyła w klasie sztuk muzycznych. Po studiach przeniosła się do Nowego Jorku, gdzie w 2017 uzyskała tytuł magistra na Uniwersytecie Columbia.

### Kariera
Profesjonalną karierę muzyczną rozpoczęła w 2009, rok później podpisała kontrakt płytowy z brazylijską filią wytwórni Universal. 15 sierpnia 2011 wydała swój debiutancki album studyjny, zatytułowany Made in Rio.

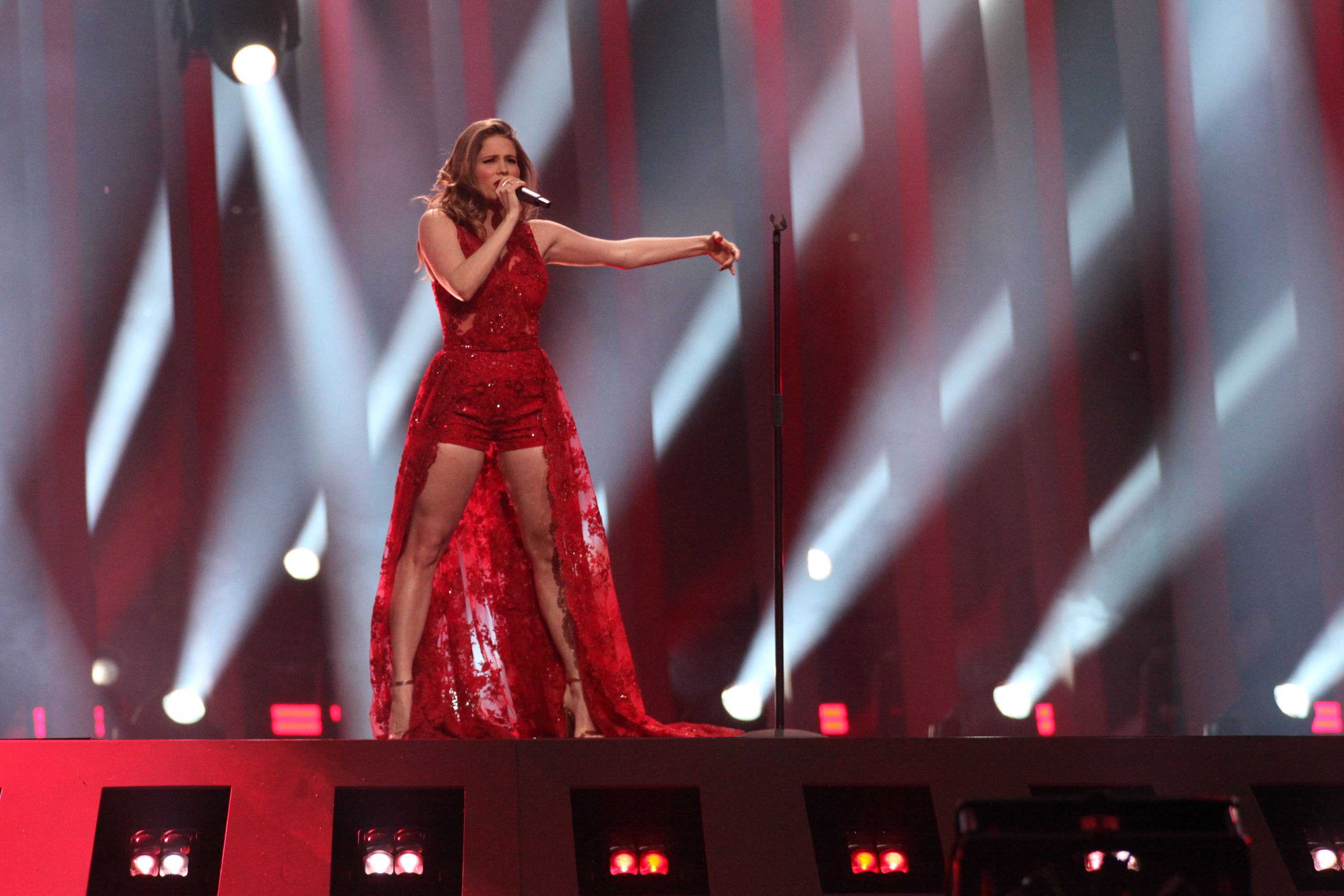
Laura Rizzotto podczas prób do występu w 63. Konkursie Piosenki Eurowizji, maj 2018

W 2012 wystąpiła na otwarciu koncertu Demi Lovato podczas brazylijskiej części trasy koncertowej piosenkarki – A Special Night with Demi Lovato.
16 stycznia 2016 wydała drugi album studyjny, zatytułowany Reason to Stay, który promowany był przez tytułowy singiel oraz utwór „Teardrops”. W latach 2016–2017 pracowała jako nauczycielka języka portugalskiego amerykańskiej piosenkarki i aktorki Jennifer Lopez.
30 października 2017 wydała minialbum, zatytułowany RUBY, na którym znalazły się single: „The High”, „Cherry on Top” i „Red Flags”. W grudniu została ogłoszona jedną z uczestniczek łotewskich eliminacji eurowizyjnych Supernova 2018, do których zgłosiła się z piosenką „Funny Girl”. 17 lutego pomyślnie przeszła przez półfinał selekcji, a 24 lutego zajęła pierwsze miejsce w finale konkursu, dzięki czemu została ogłoszona reprezentantką Łotwy w 63. Konkursie Piosenki Eurowizji w Lizbonie. 10 maja wystąpiła jako czternasta w kolejności w drugim półfinale konkursu, w którym zajęła ostatecznie 12. miejsce z dorobkiem 106 punktów, przez co nie awansowała do finału.

## Dyskografia

### Albumy studyjne
- Made in Rio (2011)
- Reason to Stay (2016)

### Minialbumy (EP)
- RUBY (2017)